# Eckhardt Kreutzer
Eckhardt Kreutzer (* 22. Oktober 1955 in Stalinstadt; † 15. Oktober 2014 in Eisenhüttenstadt) ist ein ehemaliger deutscher Fußballspieler. In der höchsten Spielklasse des DDR-Fußballs, der Oberliga, spielte er für den FC Vorwärts Frankfurt (Oder). Der Torwart spielte auch für Auswahlmannschaften des ostdeutschen Fußballverbands DFV repräsentativ.

## Sportliche Laufbahn

### Gemeinschafts-, Club- und Vereinsstationen
Kreutzer spielte ab August 1971 in den Jugendmannschaften des FC Vorwärts Frankfurt (Oder), zu dem er aus seiner Heimatstadt von der BSG Stahl Eisenhüttenstadt, bei der 1964 organisiert mit dem Fußballsport begonnen hatte, delegiert worden war. Kreutzer galt trotz seiner für einen Torwart relativ geringen Größe von 1,79 Meter als eines der größten Torwarttalente der DDR.
Seit 1974 gehörte Kreutzer der Oberligamannschaft an. Am 18. September 1974 wurde er – ohne zuvor ein Pflichtspiel im Männerbereich absolviert zu haben – in der 15. Minute im UEFA-Cup-Heimspiel gegen Juventus Turin für den verletzten Rolf-Dieter Kahnt eingewechselt und trug mit zahlreichen Paraden zum überraschenden 2:1-Sieg der Frankfurter bei. Ab diesem Spiel war Kreutzer Stammtorwart. 1977 verlor er seinen Stammplatz an Karl-Heinz Wienhold. 1980/1981 war er wieder Stammtorwart, wurde aber in der folgenden Saison wieder von Wienhold abgelöst. Neben den Europapokalspielen und zwei allerdings verlorenen Finalen im FDGB-Pokal war der Vizemeistertitel 1982/83 sein größter Erfolg. Insgesamt bestritt Kreutzer 97 Oberliga-, acht Liga und fünf UEFA-Cup-Spiele.
Am 25. September 1982 wurde Kreutzer beim Oberligaspiel gegen den 1. FC Union Berlin von einem Zuschauer mit einem Stein beworfen und verletzt ausgewechselt. Dies war sein letztes Ligaspiel.

### Auswahleinsätze
Von 1972 bis 1974 wurde er 38-mal in der DDR-Juniorenauswahl eingesetzt. Nur fünf Spieler kamen auf mehr Einsätze. Am 10. Juni 1973 saß er auf der Bank der ostdeutschen U-18 im Finale des UEFA-Juniorenturniers, scheiterte allerdings mit seinem Team, in dem ihm nach der Vorrunde der Rostocker Hartmut Krüger im Tor verdrängt hatte, an den siegreichen Engländern (2:3 nach Verlängerung).

## Weiterer Werdegang
Nach der Saison 1982/83 beendete Kreutzer seine aktive Laufbahn und begann ein Sportstudium an der DHfK Leipzig, das er 1987 abschloss. Anschließend war er bis 1991 Nachwuchstrainer beim FCV. Nachdem dieser durch die Wende seinen Träger, die NVA, verlor, schulte er von 1992 bis 1994 zum Masseur und medizinischen Bademeister um. Als Physiotherapeut arbeitete er anschließend beim Eisenhüttenstädter FC Stahl.
Als Trainer betreute er von 1996 bis 1998 Blau-Weiß Briesen sowie 2005 den Eisenhüttenstädter FC Stahl. Dort wirkte er jedoch vor allem als Masseur. Kreutzer starb mit knapp 59 Jahren an einer schweren Krankheit.

## Trivia
Sein Sohn Matthias spielte ebenfalls als Torwart beim 1. FC Frankfurt.